# Gwangmyeong
Gwangmyeong (coreeană: 광명시) este un oraș din Coreea de Sud.